# Ито, Киёси
Киёси Ито (яп. 伊藤 清 Ито: Киёси, 7 сентября 1915, Хокусэй (Инабэ), Япония — 10 ноября 2008, Киото, Япония) — японский математик, известный работами по стохастическому анализу, теории стохастического интегрирования и стохастическим дифференциальным уравнениям.
Киёси Ито — автор стохастического анализа, который позволяет исследовать траектории случайных процессов (см. стохастическое исчисление Ито). Им была разработана теория стохастического интегрирования и новая концепция интеграла (см. интеграл Ито). Наиболее известный его результат — формула Ито. Его теория широко применяется, например, в биологии, физике, теории управления и финансовой математике.

## Биография
Ито начал изучать математику в Императорском университете Токио, который окончил в 23 года. После этого он поступил на работу в Национальное управление статистики, где опубликовал две своих работы по теории вероятностей и стохастике. Во время Второй мировой войны продолжал работать в управлении статистики с кратким периодом преподавания в Университете Нагои.
В 1945 году он получил за свои работы степень доктора философии. Семь лет спустя он стал профессором в Университете Киото, где и работал, пока не ушёл на пенсию в 1979 году.
Он был главным редактором третьего издания японского Энциклопедического математического словаря, которое вышло в 1985 году.
Жена Сидзуэ умерла в 2000 году. В семье выросли три дочери, родившиеся в Японии, но в настоящее время проживающие в разных странах: Кэйко Кодзима, (Оцу, Япония), Кадзуко Соренсен (Лондон, Великобритания) и Дзюнко Ито (Санта-Круз, Калифорния, США).
Скончался 10 ноября 2008 года в больнице города Киото.

## Признание
В 1978 году получил Императорскую премию Японской академии наук.
В 1985 получил Премию Фудзивары.
В 1998 получил за свои труды Премию Киото.
В 2006 году получил премию Гаусса.
В 2008 году награждён японским орденом Культуры.

## Избранные труды
1. Kiyosi Ito, On Stochastic Differential Equations, American Mathematical Society, 1951
2. Kiyosi Ito, Stochastic processes, 1968/69 (Lecture notes series, no. 16), Aarhus Universitet, Matematisk Institut, 1969
3. Kiyosi Ito, Henry P. McKean, Jr. Diffusion Processes and their Sample Paths, Springer-Verlag, Berlin, Heidelberg, New York, 1974
4. Kiyosi Ito, An Introduction to Probability Theory, Cambridge University Press, 1986
5. Kiyosi Ito, Essentials of Stochastic Processes (Translations of Mathematical Monographs, V. 231), American Mathematical Society, 2006